# Kościół Świętych Apostołów Piotra i Pawła w Nowym Żmigrodzie
Kościół Świętych Apostołów Piotra i Pawła – rzymskokatolicki kościół parafialny należący do dekanatu Nowy Żmigród diecezji rzeszowskiej.
Świątynia została wzniesiona w XV wieku z kamienia na rzucie poziomym gotyckim z przyporami, następnie została rozbudowana w 2006 roku. Budowla była kilkakrotnie niszczona. Po raz pierwszy kościół został uszkodzony podczas szturmu Nowego Żmigrodu przez wojska węgierskie w 1474 roku. Wiadomo, że zostało w tym czasie zrabowane wyposażenie wnętrza. W 1522 i 1577 roku świątynia spłonęła podczas wielkich pożarów Nowego Żmigrodu. Po pożarze w 1694 roku zachowały się tylko same mury kościoła. W dniu 17 kwietnia 1843 roku spaliła się świątynia razem z połową Nowego Żmigrodu. Odbudowana po pożarach świątynia została konsekrowana w dniu 28 czerwca 1857 roku przez biskupa przemyskiego Franciszka Ksawerego Wierzchlejskiego. Po uszkodzeniu kościoła podczas II wojny światowej, remontował błogosławiony ksiądz Władysław Findysz, administrator (1941-1942) i proboszcz parafii (1942 -1964). Wyposażenie wnętrza reprezentuje styl późnobarokowy. Szczególnie cenne są elementy gotyckie: kamienna chrzcielnica oraz portal. W kaplicy bocznej Najświętszej Maryi Panny Bolesnej w ołtarzu są umieszczone relikwie błogosławionego księdza Władysława Findysza, beatyfikowanego w dniu 19 czerwca 2005 roku w Warszawie jako pierwszego męczennika władzy komunistycznej w Polsce. 
23 sierpnia 2011 r. biskup Kazimierz Górny erygował w kościele Sanktuarium diecezjalne bł. Władysława Findysza, kapłana i męczennika.